# Lena-Pia Bernhardsson
Lena-Pia Brita Maria Bernhardsson, född 8 juni 1945 i Jönköpings Sofia församling, Jönköpings län, är en svensk skådespelare.

## Biografi
Bernhardsson började att studera vid Skara skolscen 1962–1963. Därefter följde diverse engagemang på olika scener bland annat Veckans Revy med Sten-Åke Cederhök på Liseberg. 1968–1971 genomgick hon Statens scenskola i Stockholm och har sedan dess arbetat på de flesta större scenerna i Sverige bland annat Riksteatern, Norrbottensteatern, Borås Stadsteater, Västmanlands länsteater och Stockholms Stadsteater. Hon har även arbetat på privatteatrar som Maximteatern, Cirkus och Chinateatern. Under fem säsonger arbetade hon med Västanå teater i Värmland där hon bland annat gestaltade Majorskan i Gösta Berlings saga och Madame Flod i Hemsöborna.
Hon har medverkat i bortåt 70 film- och TV-produktioner, bland annat Den enfaldige mördaren (1982), Pelle Erövraren (1987), SOS – en segelsällskapsresa (1988) och Vingar av glas (2000). Många minns henne som den elaka häxan Mara i den klassiska julkalendern Trolltider (1979). Hon spelade servitrisen Selma i Hedebyborna 1978–1982 och var den snipiga fru Håkansson i Goda grannar (1987). På senare år har hon setts i TV-produktioner som Hey Baberiba, Lite som du och Kommissionen.

## Filmografi i urval
- 1969 – Konfrontation (TV-film)
- 1971 – Änkeman Jarl (TV-film)
- 1972 – Smekmånad
- 1972–1974 – Bröderna Malm (TV-serie) (fem avsnitt)
- 1973 – Din stund på jorden (TV-serie)
- 1976 – Engeln (TV-serie)
- 1977 – Elvis! Elvis!
- 1977 – Soldat med brutet gevär (TV-serie)
- 1978–1982 – Hedebyborna (TV-serie) (15 avsnitt)
- 1979 – Trolltider (Julkalendern i Sveriges Television)
- 1979 – Katitzi (TV-serie) (avsnittet "Lägret")
- 1980 – Sällskapsresan
- 1981 – Pelle Svanslös (röst)
- 1982 – Den enfaldige mördaren
- 1985 – Trolltider med trollkalender (Julkalendern i Sveriges Television)
- 1985 – Pelle Svanslös i Amerikatt (röst)
- 1986 – På liv och död
- 1987 – En film om kärlek
- 1987–1988 – Goda grannar (TV-serie) (20 avsnitt)
- 1987 – Pelle Erövraren
- 1988 – Enkel resa
- 1988 – Polisen som vägrade ta semester (TV-serie) (fyra avsnitt)
- 1988 – SOS – en segelsällskapsresa
- 1990 – Smash (TV-serie)
- 1990 – Nigger
- 1991 – Infödingen
- 1992 – Stortjuvens pojke
- 1993 – Pariserhjulet
- 1993 – Tomtemaskinen (Julkalendern i Sveriges Television, ett avsnitt)
- 1994 – Bert (TV-serie) (avsnittet "Den ohyggligt fule")
- 1995 – En nämndemans död (TV-serie)
- 1995 – Jul i Kapernaum (Julkalendern i Sveriges Television)
- 1996 – Zonen (TV-serie) (fem avsnitt)
- 1997 – Pelle Svanslös (Julkalendern i Sveriges Television, 15 avsnitt)
- 1998 – Hamilton
- 1999 – Rederiet (TV-serie)
- 2000 – Pelle Svanslös och den stora skattjakten
- 2000 – Vingar av glas
- 2000 – Mellanspel
- 2001 – En förälskelse
- 2001 – Kvinna med födelsemärke (TV-serie)
- 2001 – Hamilton (TV-serie) (tre avsnitt)
- 2006 – Lite som du (TV-serie) (sex avsnitt)
- 2006 – Beck – Advokaten
- 2009 – Ångrarna (TV-teater)
- 2009 – Oskar, Oskar
- 2009 – Så olika
- 2013 – Bäst före
- 2020 – Pelle Svanslös (röst)
- 2021 – Maria Wern (TV-serie)
- 2023 – Trolltider – legenden om bergatrollet (TV-serie)

## Teater

### Roller (ej komplett)
| År   | Roll                   | Produktion | Regi                 | Teater                                |
| ---- | ---------------------- | --- | -------------------- | ------------------------------------- |
| 1968 | Moraklockan Pims mamma | Varför är det så ont om Q? Hans Alfredson                                                                                      | Lars-Erik Liedholm   | Dramaten                              |
| 1976 | Fru Bodén              | Noshörningen (Le rhinocéros) Eugène Ionesco                                                                                    | Barbro Larsson       | Örebroensemblen                       |
| 1994 | Sweet Sue              | I hetaste laget Peter Stone, Jule Styne och Bob Merrill                                                                        | Bo Hermansson        | Cirkus, Stockholm                     |
| 1996 | Mrs Violet Leyden      | Maratondansen Horace McCoy | Johan Huldt          | Parkteatern                           |
| 1996 |                        | Rakt ner i fickan Michael Cooney                                                                                               | Lars Amble           | Maximteatern                          |
| 2006 | Anna Carin Thorén      | Temperance Staffan Göthe | Rickard Günther      | Stockholms stadsteater                |
| 2006 | Amman                  | Medea Euripides | Sara Cronberg        | Stockholms stadsteater                |
| 2009 | Harriet                | Sista dansen Carin Mannheimer                                                                                                  | Malin Stenberg       | Stockholms stadsteater                |
| 2011 | Elise                  | Paraplyerna i Cherbourg Jacques Demy och Michel Legrand                                                                        | Alexander Mørk-Eidem | Stockholms stadsteater                |
| 2012 | Marina                 | Onkel Vanja Anton Tjechov | Eirik Stubø          | Stockholms stadsteater                |
| 2015 | Elise                  | Paraplyerna i Cherbourg Jacques Demy och Michel Legrand                                                                        | Alexander Mørk-Eidem | Kulturhuset Stadsteatern              |
| 2017 | Mormor Edna            | Billy Elliot Lee Hall och Elton John                                                                                           | Ronny Danielsson     | Kulturhuset Stadsteatern              |
| 2019 | Yente                  | Spelman på taket Jerry Bock, Sheldon Harnick och Joseph Stein                                                                  | Ronny Danielsson     | Kulturhuset Stadsteatern/ Dansens hus |
| 2021 | Frau Schmidt           | Sound of Music Richard Rodgers, Oscar Hammerstein, Howard Lindsay och Russel Crouse                                            | Ronny Danielsson     | Kulturhuset Stadsteatern              |
| 2023 | Hilmas mor             | Kretsen - om Hilma af Klint Sofia Papadimitriou Ledarp, Frida Hallgren, Tova Magnusson, Beata Hedman och Lena-Pia Bernhardsson | Anna Ståhl           | Kulturhuset Stadsteatern              |

## Ljudboksuppläsningar (i urval)
- 2006 – Potensgivarna av Karin Brunk Holmqvist
- 2009 – Sirila gentlemän sökes av Karin Brunk Holmqvist
- 2011 – Kaffe med musik av Karin Brunk Holmqvist

### Fotnoter
1. ↑  Sveriges befolkning
2000:
Bernhardsson, Lena Pia Brita Maria
(1945-06-08)
Försäkringskassan, uttag avseende 20001231 (2014)
2. ↑  ”I hetaste laget”. Chinateatern. Arkiverad från originalet den 23 september 2015. https://web.archive.org/web/20150923202850/http://www.chinateatern.se/show/i-hetaste-laget/. Läst 3 september 2015.
3. ↑  Ingegärd Waaranperä (4 oktober 1996). ”Bidragsfusk som lönar sig. Björn Gustafsson räddar farsen på Maxim”. Dagens Nyheter. http://www.dn.se/arkiv/teater/bidragsfusk-som-lonar-sig-bjorn-gustafsson-raddar-farsen-pa-maxim/. Läst 29 oktober 2016.